# Guaraqueçaba
Guaraqueçaba este un oraș în Paraná (PR), Brazilia.